# Boris Vallée
Boris Vallée (Verviers, 3 de junho de 1993) é um ciclista profissional belga que corre para a equipa Bingoal Pauwels Sauces WB.

## Palmarés
- 2013
- Grande Prêmio Criquielion

- 2016
  - 2 etapas do Tour de Bretanha
  - 1 etapa da Ronde de l'Oise
  - 1 etapa do Tour de Valônia

- 2018
- Tour do Lago Taihu[2]